# T15 ex-Prusse
Ne doit pas être confondu avec T15.

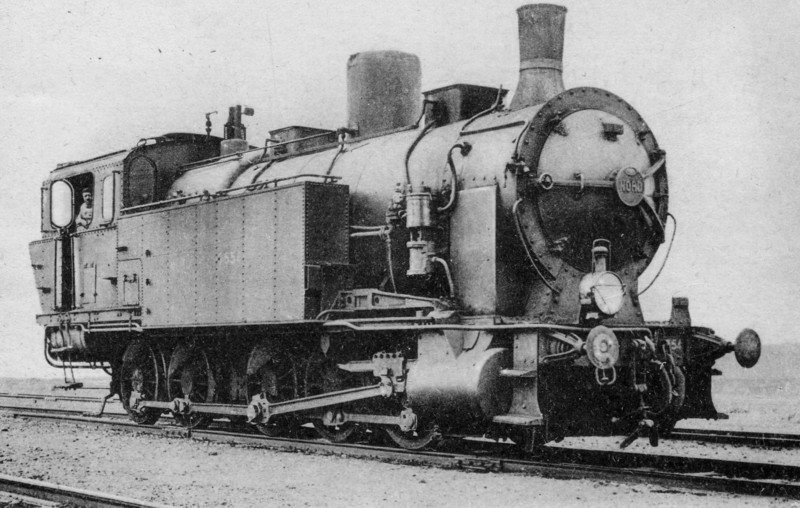
050 Nord 5.554 durant l'entre-deux-guerres

Le principe technique des locomotives T15 a été mis au point en 1891 par Christian Hagans dans son usine d'Erfurt. En effet, cet ingénieur cherchait à répondre à cette simple question : réaliser une locomotive à vapeur de type 050 T apte à circuler sur une ligne de montagne avec des rayons de courbure de l'ordre de 200 à 400 m. Certes il existait déjà le système mis en place par l'ingénieur Mallet, mais cela impliquait des conduites de vapeur articulées complexes et fragiles. Hagans mis alors au point une solution d'articulation en conservant un circuit de vapeur classique. Son système est basé sur la réalisation en deux parties du châssis : les trois premiers essieux moteurs sont disposés classiquement à l'avant d'un châssis fixe sur lequel sont disposés à l'avant les deux cylindres, d'une manière tout aussi conventionnelle. Les deux derniers essieux, situés à l'arrière, forment un ensemble avec un châssis indépendant relié par une articulation au châssis de la machine. Le mouvement est transmis par l'intermédiaire de deux balanciers réunis par une longue bielle de liaison depuis les pistons.

## Genèse

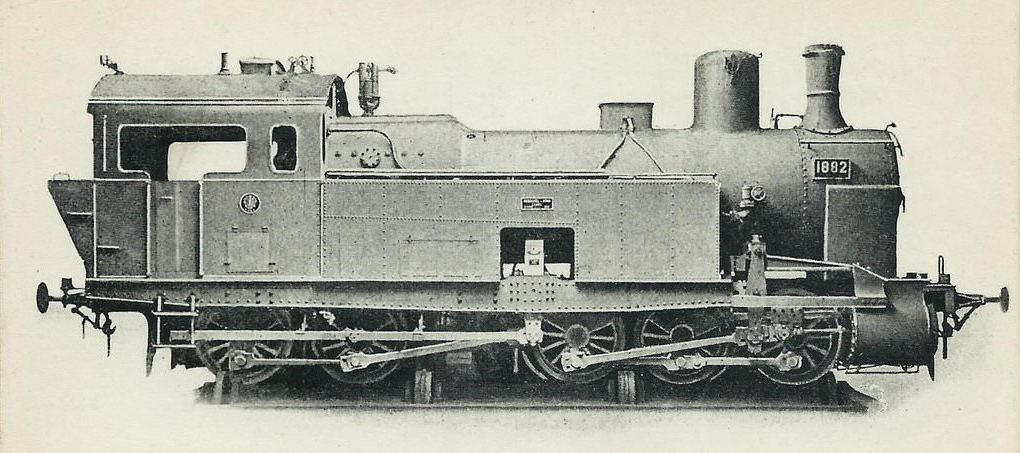
T15 prussienne (Hagans)

Les prototypes d'une telle locomotive, portant ce système plus proche d'un type 03+20 T que d'un véritable type 050 T, furent présentées aux ingénieurs des Chemins de fer du royaume de Prusse (KPEV) qui cherchaient alors une machine pour les lignes de montagne de Thuringe où il fallait remorquer des trains de marchandises de 200 t à 15 km/h sur des courbes de 200 m de rayon en rampe de 33 ‰.
De 1897 à 1903, ce furent au total quatre-vingt-douze machines qui furent réalisées pour les KPEV et classées dans la série T15. 29 autres locomotives de type 040 T (02+20 T) reposant sur le même principe que les T15 furent construites de 1900 à 1904 (T13 Bauart Hagans).
Malgré leurs qualités, ces machines furent très rapidement dépassées lors de l'arrivée des T16 et surtout des T16.1 à partir de 1906 qui étaient plus simples et plus puissantes. Bien que la Deutsche Reichsbahn (DRG) ait prévu de les incorporer parmi ses effectifs, l'ensemble de la série a été réformé en 1925.
Auparavant, en 1919, conséquences de la Première Guerre mondiale, la commission d'armistice avait décidé de prélever onze de ces machines : six d'entre elles furent attribuées à la Belgique (mais radiées dès 1923) et cinq ont été confiées à la Compagnie des chemins de fer du Nord.

## Utilisation et service

### 5551 à 5555 (Nord)
La Compagnie des chemins de fer du Nord se vit attribuer les cinq T15 cédées à la France.
Elles furent affectées au service de triage à la butte dans les dépôts de la région minière. Face à cette nouvelle mission, le dispositif d'articulation ne se justifiant plus fut supprimé : le châssis articulé fut rendu rigide, la transmission fut simplifiée et remplacée par un système de bielles d'accouplement classique. Regroupées au dépôt de Béthune, les cinq machines furent incorporées par la SNCF dans ses effectifs et devinrent les 2-050 TA 1 à 5. Durant leur service, elles furent très appréciées pour leur confort de conduite et leur aptitude à gérer les lourds trains de houille dans les triages de la région. Ces locomotives ont été réformées avant 1950.
Cette longévité est très probablement due à leur transformation par la Compagnie des chemins de fer du Nord. Celles attribuées à l’État belge avaient quant à elles été radiées dès 1923.

## Description
Ces machines à cinq essieux accouplés avaient un moteur à deux cylindres à simple expansion. Elles ne possédaient pas des surchauffeurs. Le foyer était un foyer de type « Crampton » en cuivre et l'échappement était du type fixe « Allemand ». La chaudière était d'un volume important afin de disposer d'un volant de vapeur relativement important afin de pouvoir négocier la longue montée des rampes. Le « système Hagans » d'origine fut remplacé par une distribution classique de type « Heusinger ».

## Caractéristiques
- Pression de la chaudière : 12 kg/cm2
- Surface de grille : 2,37 m2
- Surface de chauffe : 137,52 m2
- Diamètre et course des cylindres : 520 mm × 630 mm
- Diamètre des roues motrices : 1 200 mm
- Capacité des soutes à eau : 7,2 m3
- Capacité de la soute à charbon : 1,5 t
- Masse en ordre de marche : 71,5 t
- Longueur hors tout : 11,91 m
- Vitesse maxi en service : 50 km/h